# Kate Edgerley
Pour les articles homonymes, voir Edgerley.
Kate Violet Edgerley, née le 21 février 1887 et morte le 26 février 1939, est une botaniste et enseignante néo-zélandaise.

## Biographie
Née à Auckland en 1887, Kate Edgerley est la petite-fille de John Edgerley (en), l'un des premiers botanistes néo-zélandais. Ayant remporté le premier prix de sciences à la Auckland Grammar School, elle continue ses études. En 1911, elle obtient une maîtrise avec mention très bien en botanique de la Auckland University College, sous la direction du biologiste Algernon Thomas (en) . Sa thèse porte sur les organes reproducteurs des mousses Lycopodium et est publiée dans le Transactions de la Société royale de Nouvelle-Zélande en 1914.
Edgerley enseigne à la Auckland Girls 'Grammar School de 1912 jusqu'à sa mort subite en 1939. Elle est la première présidente du Botany Club, qui a remplacé le Rambling Club en 1919. En 1935, elle est élue première femme présidente de l'Association des assistants des écoles secondaires de Nouvelle-Zélande.
Le personnel et les élèves de l'école ont présenté à l'école les deux volumes de Illustrations of the New Zealand flora de Thomas F. Cheeseman (1914) en mémoire d'Edgerley. Lors de la remise des prix de l'école, le prix commémoratif Kate Edgerley est décerné d'abord pour la botanique, puis plus tard pour les sciences naturelles.
En 2017, Edgerley est sélectionnée comme l'une des 150 femmes en 150 mots de la Royal Society Te Apārangi, célébrant les contributions des femmes au savoir en Nouvelle-Zélande.

## Œuvres
- (en) Kate Edgerley, « The prothallia of three New Zealand lycopods », Transactions, Royal Society of New Zealand, vol. 47,‎ 1914, p. 94–111[2]